# Булатовка (Пермский край)
Була́товка — упразднённый посёлок в Гайнском районе Пермского края России. Год упразднения неизвестен. 

## Географическое положение
Располагался на правом берегу реки Камы.

## Топоним
Булатовка — название с тюркской основой, произошло от личного имени Булат.

## История
Входил в состав Аннинского сельсовета.

## Инфраструктура
В 1940-е — 1960-е годы в Булатовке действовала 4-классная начальная школа.